# P.G. Ramm
|  | Ikke at forveksle med Peter Godfred Ramm |
Peter Gottfred Ramm (13. januar 1834 i Helsingør – 21. december 1917 på Frederiksberg) var en dansk officer, politiker og sporvejsdirektør, far til Axel og Paul Ramm.
Hans forældre var grønthandler i Helsingør Johan Mathæus Ramm (1796-1890) og Elin Margrethe Hartelius (1804-1886). P.G. Ramm blev landkadet 1848, 1852 sekondløjtnant i infanteriet, indtrådte 1854 på Den kongelige militære Højskole, blev året efter artillerielev og efter sin eksamen 1857 sekondløjtnant i artilleriet (med anciennitet fra 1853). 1860 blev han premierløjtnant, deltog i 2. Slesvigske Krig 1864, blev kaptajn 1870 og afskedigedes 1886 på grund af alder med oberstløjtnants karakter. 1884 var han medlem af Kommissionen om tjenstreglement for Hæren, og året efter blev han beskikket som medlem af bestyrelsen for de militære underklassers pensionering og invalideforsørgelse.
1870-1905 var han et højt respekteret medlem af Frederiksberg Kommunalbestyrelse og en række år næstformand for forsamlingen og var 1886-99 administrerende direktør for Frederiksberg Sporvejs- og Elektricitetsselskab og medlem af dets bestyrelse, medlem af Bygningskommissionen, formand for Grundtakstkommissionen, medlem af Brandkomiteen og Komiteen for en heldig bebyggelse af kommunen samt medlem af Centralkomiteen for København. Han tilhørte Højre. 1896 stiftede han Frederiksberg Jernstøberi og Maskinfabrik og var til sin død bestyrelsesformand. Ramm var en arbejdsom og vellidt mand, der lagde en stor og varig indsats i sine embeder. Han blev Ridder af Dannebrog 1877, Dannebrogsmand 1888 og Kommandør af 2. grad 1909. P.G. Ramms Allé på Frederiksberg er opkaldt efter ham.
Ramm blev gift 31. marts 1863 på Frederiksberg med Christiane Marie Wolff (16. juli 1842 på Vodroffsgård – 15. januar 1926 på Frederiksberg), datter af justitsråd, kontorchef ved Det kgl. Brandsocietet Niels Wolff (1793-1862, gift 1. gang 1828 med Emilie Augusta Zinn, 1807-1836) og Louise Serafine Kock (1810-1893).
Han er begravet på Frederiksberg Ældre Kirkegård. Der findes et portrætmaleri af Axel Helsted fra ca. 1885 i familieje.